# Minebea PM-9
A Minebea PM-9, conhecida oficialmente nas Forças de Autodefesa do Japão (FAJ) como Pistola Metralhadora 9mm (9mm機関拳銃, Kyumiri Kikan Kenjū) ou como M9, é uma submetralhadora de fabricação japonesa. Análoga à IMI Mini-Uzi israelense, possui o mesmo ferrolho telescópico da Mini-Uzi, mas difere em aparência, operação e manuseio.

## História

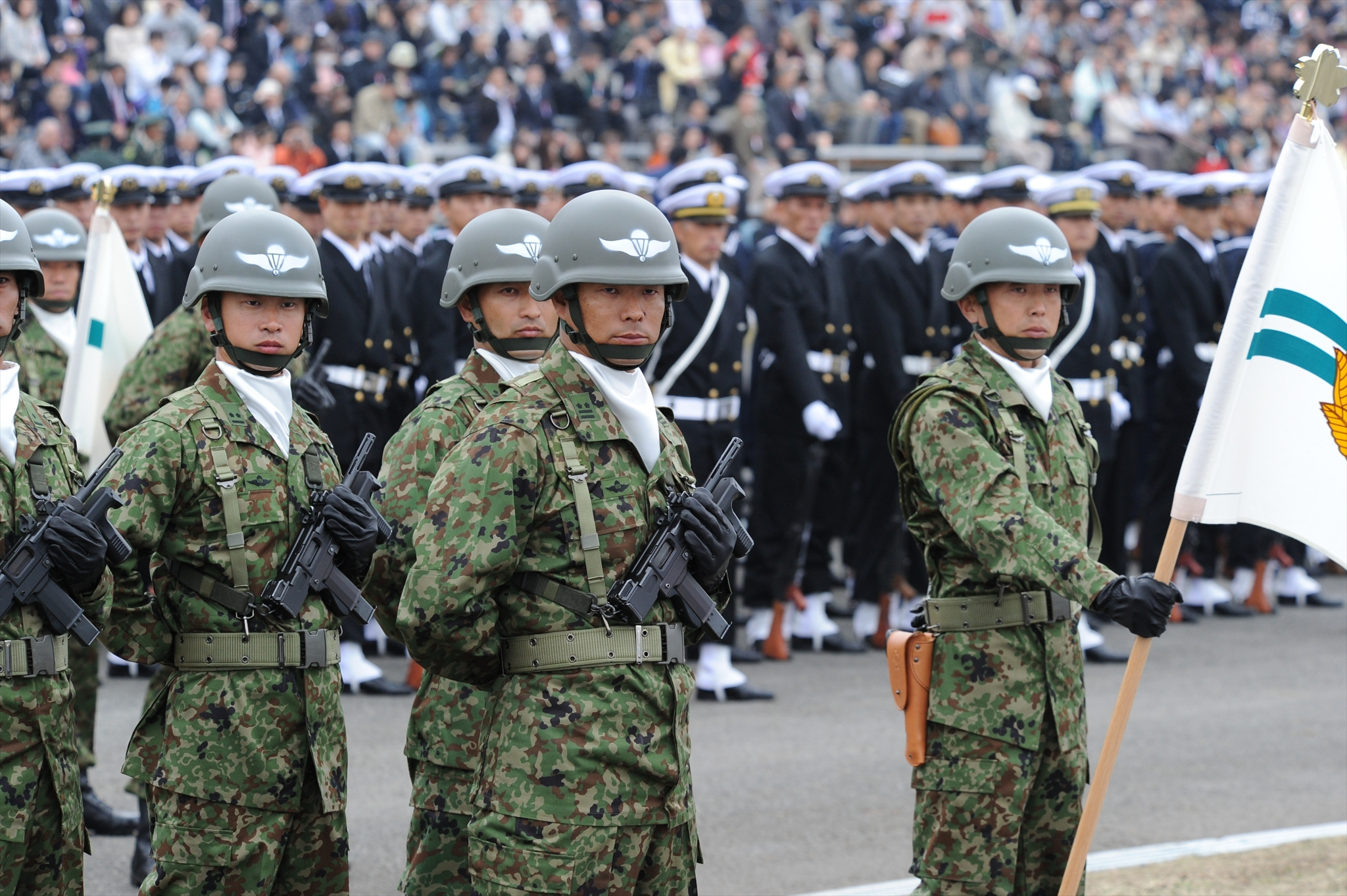
Paraquedistas da 1ª Brigada Aerotransportada em um desfile com submetralhadoras PM-9

A PM-9 é produzida pela Nippon Miniature Bearing Company, também conhecida como Minebea. O projeto é análogo à submetralhadora Mini-Uzi. Foi adotada em 1999 por forças não pertencentes à linha de frente, como pilotos de veículos, pessoal de artilharia, algumas de suas unidades de forças especiais e alguns oficiais comissionados que tinham prioridade para equipamentos melhores. Substituiu as submetralhadoras M3 fornecidas pelos EUA à FAJ. No entanto, a produção não é grande devido aos altos custos de aquisição.
Embora tenha sido a submetralhadora oficial por mais de uma década, desde 2009, oficiais da JSDF estão analisando uma possível substituta, já que está prevista sua descontinuação em um futuro próximo. Uma possível substituta é a Heckler & Koch MP5. O pessoal da Força Marítima de Autodefesa do Japão e da Força Aérea de Autodefesa do Japão continua a adquirir a PM-9, enquanto as compras foram interrompidas na Força Terrestre de Autodefesa do Japão, com planos de substituir a PM-9.

### Uso oficial
A FAJ utiliza a PM-9 como sua submetralhadora oficial. A 1ª Brigada Aerotransportada, a 12ª Brigada e (anteriormente) o Regimento de Infantaria do Exército Ocidental são as únicas unidades da Força Terrestre de Autodefesa do Japão (FTAJ) conhecidas por estarem armadas com a PM-9 como a principal submetralhadora da brigada. Há relatos de que a PM-9 esteja em uso no Grupo de Forças Especiais da FTAJ. A Força Aérea de Autodefesa do Japão (FAAJ) a utiliza na segurança de bases e pela Força Marítima de Autodefesa do Japão (FMAJ) como arma pessoal fornecida aos marinheiros.

## Projeto

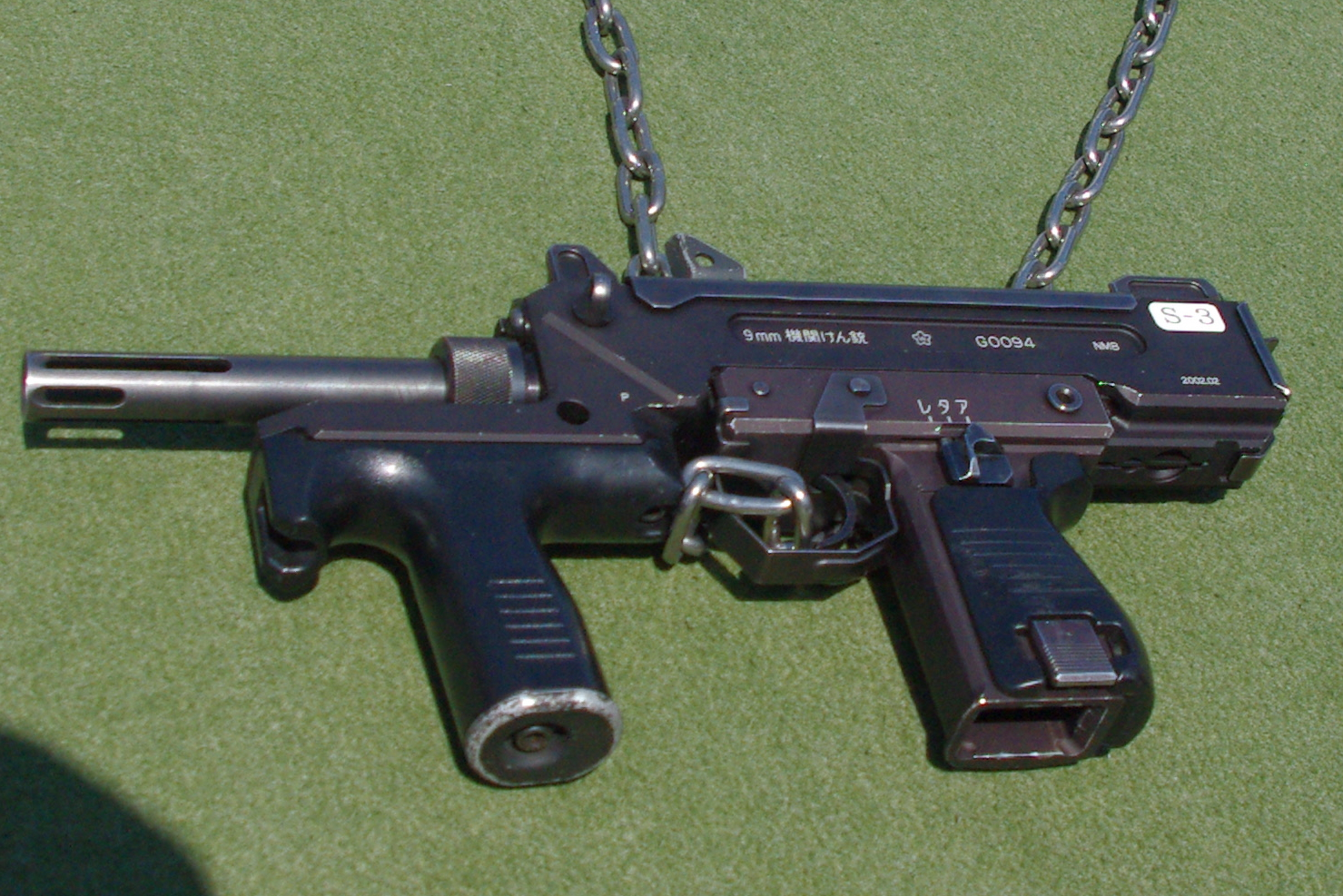
Uma Minebea PM-9 em exibição

A aparência da PM-9 difere de sua contraparte israelense em alguns aspectos. Um punho frontal é montado sob o cano da PM-9 para auxiliar o disparo automático com um quebra-chamas instalado. Ela também pode ser modificada para ter uma coronha dobrável, um supressor destacável e uma mira reflexiva acoplada, embora seja muito improvável que essas modificações sejam usadas em operações de manutenção da paz no exterior, uma vez que tais atividades não envolvem soldados japoneses em situações de combate.
As PM-9 eram originalmente feitas com punhos de madeira; plástico é usado nos modelos atualmente em serviço nas FAJ. Aço usinado é usado em sua construção.
A submetralhadora não possui coronha e o operador deve utilizá-la apenas com a empunhadura.